# 富士見町
富士見町（ふじみまち）は、長野県中部にある諏訪郡の町。

## 地理
諏訪地域の東端に位置し、東を八ヶ岳、西を赤石山脈（南アルプス）北端の入笠山に挟まれ、南には町名の通り富士山が望める。標高700－1400メートルの高原地帯に位置し、山梨県と県境を接する。富士川水系と天竜川水系の分水界があり、鋸岳を源流とする富士川水系の釜無川が富士見町南部と山梨県の境界を成す。天竜川水系の宮川は北西方向へ流れていき、諏訪湖へと注がれる。

### 気候
ケッペンの気候区分では亜寒帯湿潤気候に属し、夏は冷涼で、冬の寒さは厳しい。また、一日の中でも昼夜の寒暖差が激しい。最暖月の日平均気温は22.0℃、最寒月の日平均気温は-1.1℃である。

## 歴史
- 1904年（明治37年）12月21日 - 中央本線が開通。信濃境駅・富士見駅開業。
- 1955年（昭和30年）4月1日 - 富士見村・境村・本郷村・落合村が合併して発足。
- 1981年（昭和56年）3月30日 - 中央自動車道が開通。同時に諏訪南IC開通。

## 人口
| |                                          |  |
| 富士見町と全国の年齢別人口分布（2005年） | 富士見町の年齢・男女別人口分布（2005年） |  |
| ■紫色 ― 富士見町 ■緑色 ― 日本全国 | ■青色 ― 男性 ■赤色 ― 女性                |  |
| 富士見町（に相当する地域）の人口の推移 \| 1970年（昭和45年） \| 13,796人 \| \| \| 1975年（昭和50年） \| 13,846人 \| \| \| 1980年（昭和55年） \| 14,080人 \| \| \| 1985年（昭和60年） \| 14,693人 \| \| \| 1990年（平成2年） \| 14,835人 \| \| \| 1995年（平成7年） \| 15,362人 \| \| \| 2000年（平成12年） \| 15,392人 \| \| \| 2005年（平成17年） \| 15,528人 \| \| \| 2010年（平成22年） \| 15,338人 \| \| \| 2015年（平成27年） \| 14,493人 \| \| \| 2020年（令和2年） \| 14,084人 \| \| |                                          |  |
| 総務省統計局 国勢調査より |                                          |  |
| 1970年（昭和45年） | 13,796人                                 |  |
| 1975年（昭和50年） | 13,846人                                 |  |
| 1980年（昭和55年） | 14,080人                                 |  |
| 1985年（昭和60年） | 14,693人                                 |  |
| 1990年（平成2年） | 14,835人                                 |  |
| 1995年（平成7年） | 15,362人                                 |  |
| 2000年（平成12年） | 15,392人                                 |  |
| 2005年（平成17年） | 15,528人                                 |  |
| 2010年（平成22年） | 15,338人                                 |  |
| 2015年（平成27年） | 14,493人                                 |  |
| 2020年（令和2年） | 14,084人                                 |  |

## 行政
- 町長：名取重治（2021年8月29日二期目就任）[4]
- 町議会：定数11人（任期:2027年4月30日まで）

## 施設

### 警察

#### 交番
- 茅野警察署富士見町交番（富士見町富士見）

### 消防

#### 本部
- 諏訪広域消防本部

#### 消防署
- 富士見消防署（富士見町落合）

### 医療

#### 主な病院
- 富士見高原医療福祉センター富士見高原病院

### 郵便局
※集配業務は茅野郵便局（茅野市）が行う。
- 富士見郵便局
- 若宮簡易郵便局
- 瀬沢郵便局
- 御射山郵便局
- 境郵便局
- 本郷郵便局
- 乙事簡易郵便局
- 蔦木簡易郵便局

### 文化施設

#### 図書館
- 富士見町図書館

#### 博物館
- 富士見町高原のミュージアム

#### 資料館
- 富士見町歴史民俗資料館
- 井戸尻考古館（井戸尻遺跡）

### 運動施設
- 富士見パノラマリゾート
- 富士見高原スキー場

## 産業
- 農業（2015年2月1日）
  - 農業人口　2,189人[5]
  - 農業就業人口割合　14.7%[5]
  - 経営農耕地面積　103,559a[6]
- 建設業（2004年6月1日）
  - 建設業事業所数　173
  - 建設業従事者数　738人
- 製造業（2005年12月31日）
  - 製造業事業所数　従業員4人以上79　4人以下4,049
  - 製造業出荷額　　従業員4人以上　12,796,701万円
- 商業（2021年6月）[7]
  - 商業事業所数　100
  - 商業従業員数　670人
  - 年間商品販売額　1,526,752万円
- 一般飲食店（2004年6月1日）
  - 店舗数　41

### 主要企業
- セイコーエプソン富士見事業所・諏訪南事業所
- カゴメ富士見工場
- カゴメ野菜生活ファーム
- ユウキ食品長野八ヶ岳工場
- オリックス八ヶ岳農園
- 住友電工オプティフロンティア諏訪事業所
- 宮坂醸造真澄富士見蔵
- みのり建設

## 教育
- 高等学校
  - 長野県富士見高等学校

- 中学校
  - 富士見町立富士見中学校

- 小学校
  - 富士見町立富士見小学校
  - 富士見町立本郷小学校
  - 富士見町立境小学校

- 特別支援学校
  - 長野県諏訪養護学校

- 専門学校
  - 専門学校日本装飾美術学校（休校中）

- かつて存在した学校

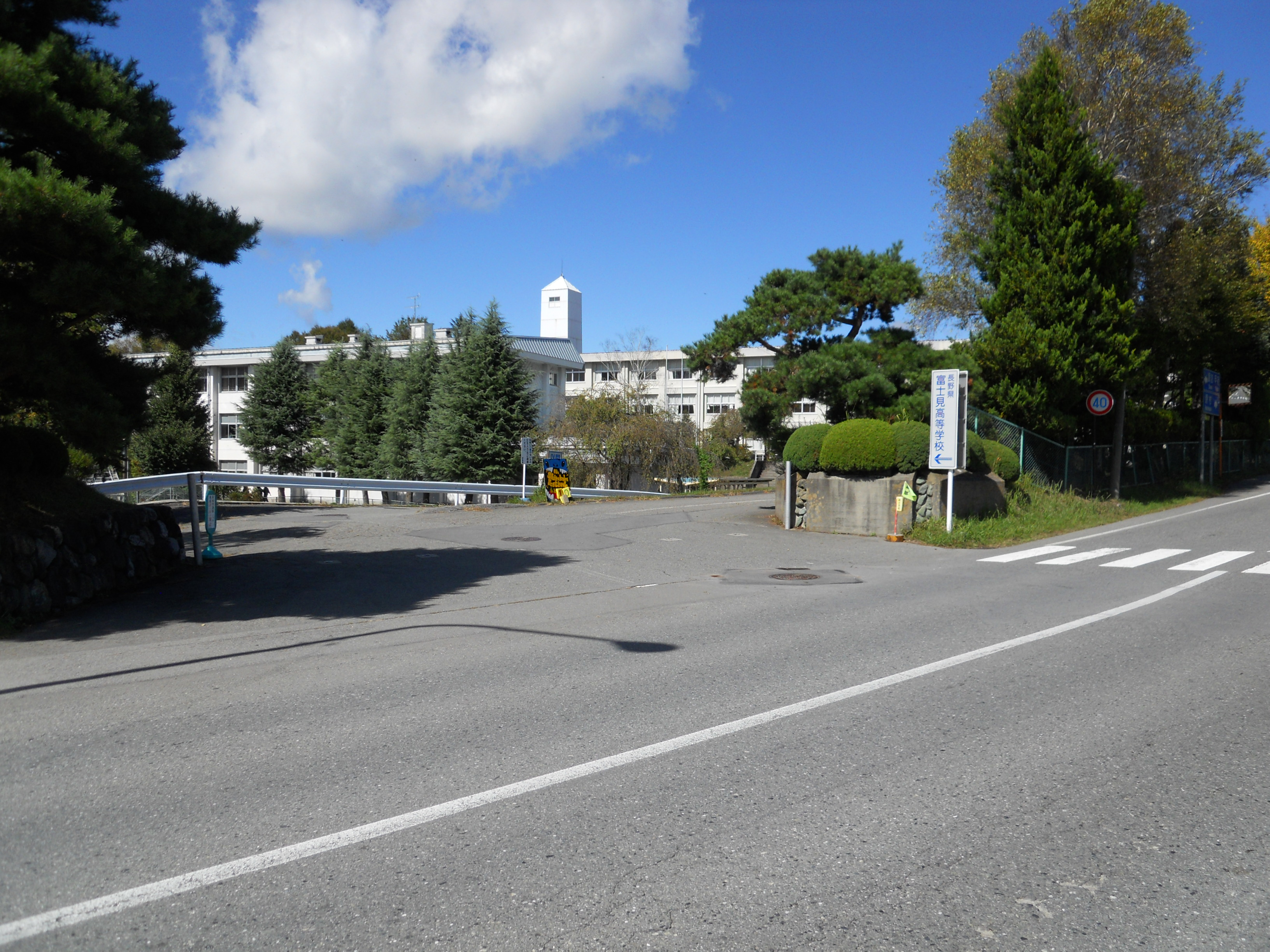
富士見高等学校

  - 富士見町立落合小学校：2011年度をもって閉校[8]
  - 富士見町立富士見高原中学校
  - 富士見町立南中学校

## 交通

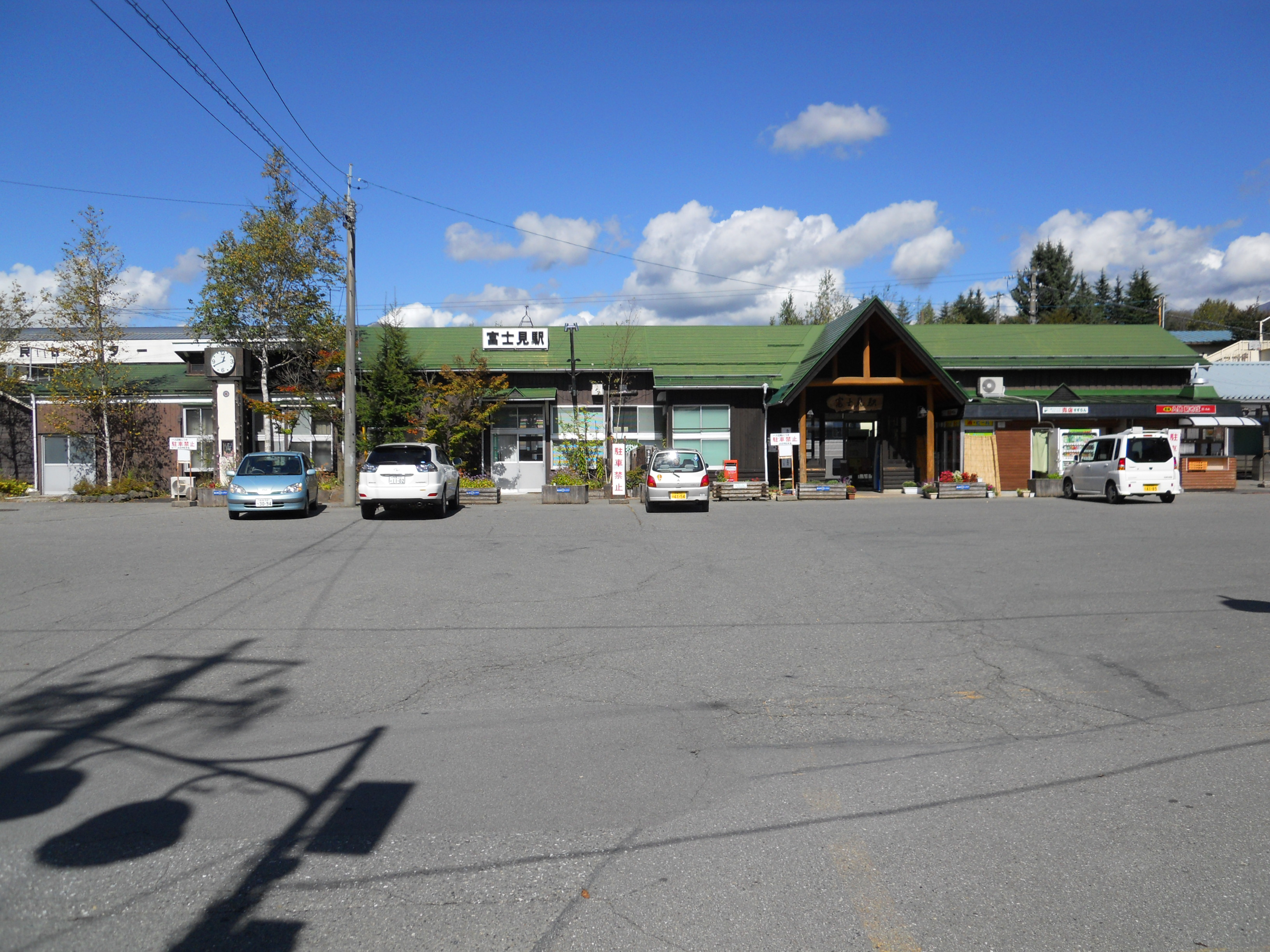
富士見駅

### 鉄道
- 中央本線
信濃境駅 - 富士見駅 - すずらんの里駅

### 道路
- 中央自動車道
諏訪南IC
- 国道20号
- 山梨県道・長野県道11号北杜富士見線
- 長野県道・山梨県道17号茅野北杜韮崎線
- 長野県道90号諏訪南インター線
- 長野県道189号中新田富士見線
- 長野県道190号立沢富士見停車場線
- 長野県道195号信濃境停車場線
- 長野県道198号乙事富士見線
- 長野県道425号払沢富士見線
- 長野県道484号富士見原茅野線
- 長野県道485号富士見高原線
- 八ヶ岳西麓広域農道（八ヶ岳エコーライン）

### ナンバープレート
自動車のナンバープレートはご当地ナンバーの諏訪ナンバー（長野運輸支局松本自動車検査登録事務所）が割り当てられている（2006年10月10日導入）。

## 姉妹・友好都市
姉妹都市
- 賀茂郡西伊豆町（静岡県）

友好都市
- 川崎市（神奈川県）
- 多摩市（東京都）
- リッチモンド（ニュージーランド）（Richmond, New Zealand）

## 特産品
- 手打ち蕎麦「ふじみの里山そば」
- トマトジュース「風立ちぬ」
- 飲むヨーグルト
- アイスクリーム
- カーネーション
- 菊
- 高原野菜
- 彗星ラン
- 真澄　純米酒
- 富士見高原みそ
- 水自慢1110白谷
- 信州もめん/黒豆もめん
- 古代米/紫米/赤米/黒米
- ルバーブジャム
- にじますの燻製
- ハーブティー
- オッコー焼
- 母衣の春花
- 井戸尻せんべい
- そばドラ

## 名所・旧跡・観光スポット
- 井戸尻遺跡
  - 井戸尻考古館[10]

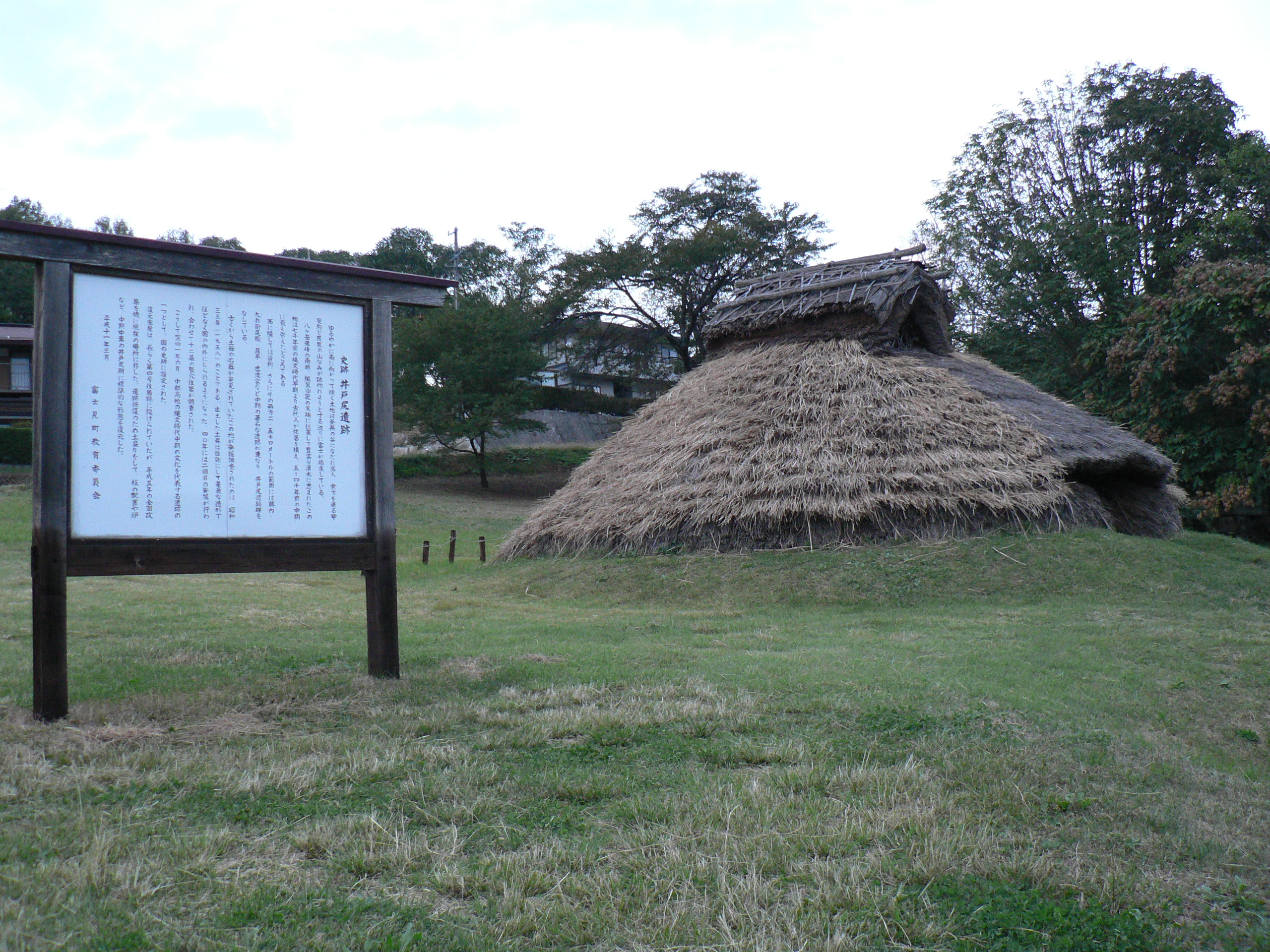
井戸尻遺跡

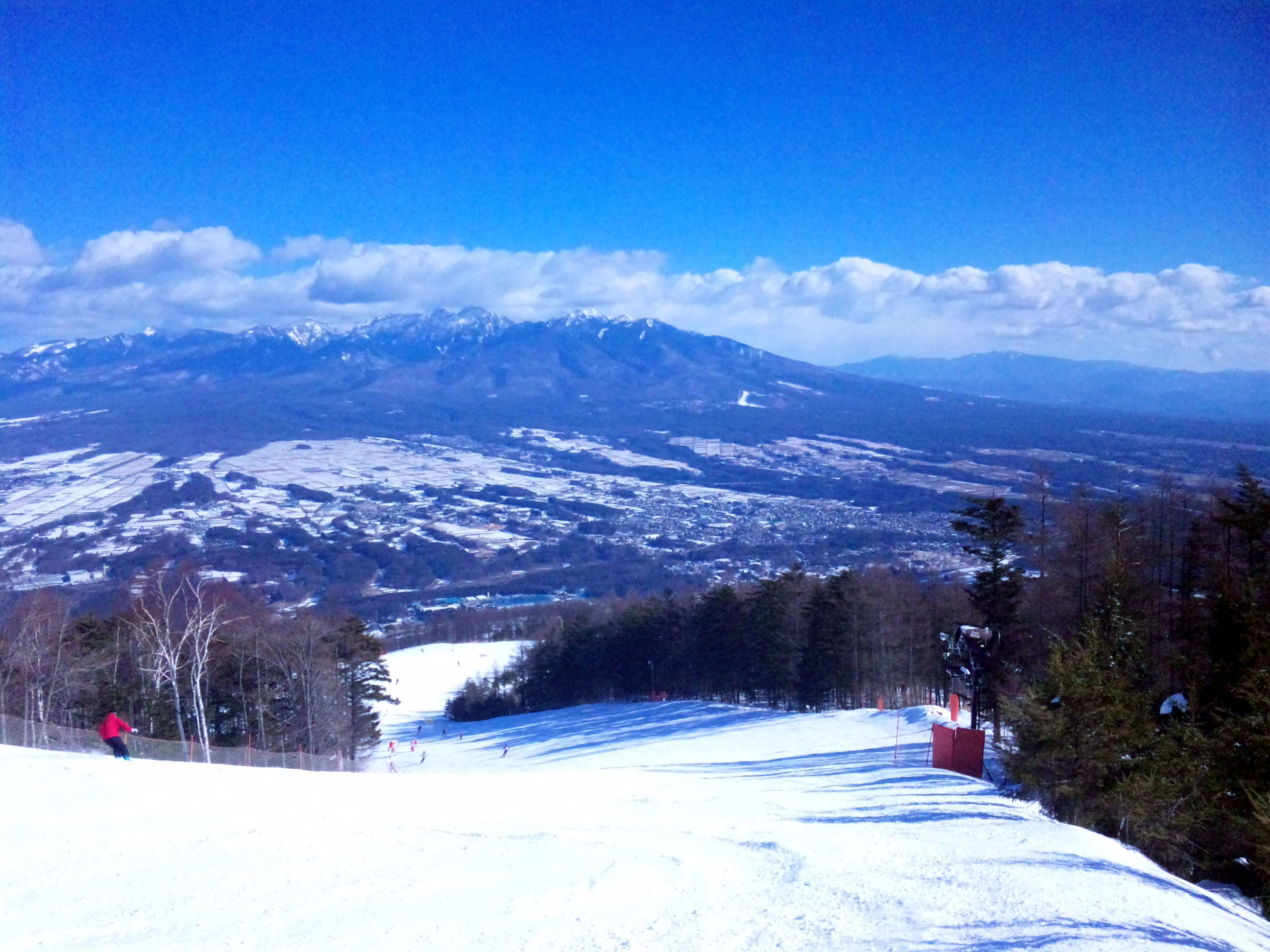
富士見パノラマリゾート

  - 歴史民俗資料館・宮崎駿の原画が展示されている。
- 富士見町コミュニティプラザ
  - 富士見町高原のミュージアム
  - 富士見町図書館
- 旧富士見高原療養所資料館[注釈 1]
- 信州八ヶ岳富士見高原リゾート
  - 富士見高原スキー場（富士見高原スノーリゾート）[注釈 2]
    - 花の里
    - 八峯苑・鹿の湯HP
    - 富士見高原ゴルフコース
- 富士見パノラマリゾート
  - JMB富士見パノラマパラグライダースクール[注釈 3]
- 入笠山（にゅうかさやま）・入笠湿原
- そば処　おっこと亭
- 蔦木宿
  - 道の駅信州蔦木宿
- 富士見町ブルーベリー委員会
- ゆーとろん水神の湯
- アメリカ人ヒッピーがかつて住み着き、日本のヒッピームーヴメントの発祥地といわれる。
- ふじみ分水の森
- 信玄の棒道
- 立場川橋梁
- 八ヶ岳アルパカ牧場HP
- 楽酪ミルク工房閉店

## 出身人物
- 会津洋（フランス語学者）
- 有賀馨（良品計画社長）
- 飯田遼（プロバスケットボール選手）
- 伊東千恵子（スピードスケート選手）
- 植松七九郎（医学者）
- 梅川風子（スピードスケート選手、競輪選手）
- 小川一平（政治家）
- 小川金治（実業家）
- 小川三郎（医師）
- 小川脩平（実業家）
- 小川元（政治家）
- 小川平吉（弁護士、政治家）
- 小川平二（政治家）
- 折井あゆみ（女優・タレント）
- 金井嘉彦（文学者）
- 河角廣（地震学者）
- 倉本實（パナソニック モバイルコミュニケーションズ副社長）
- 小池和幸（物理学者）
- 小池里美（スピードスケート選手）
- 五味一男（日本テレビプロデューサー）
- 五味均平（官僚）
- 五味武臣（地理学者）
- 名取小一（なとり社長）
- 名取将（NHKアナウンサー）
- 名取堯（武蔵野美術学校（現武蔵野美術大学）校長）
- 名取武光（考古学者）
- 名取光男（なとり創業者・初代社長）
- 名取燎太（陸上競技選手）
- 名取和作（富士電機初代社長、政治家｡写真家の名取洋之助の父）
- 樋口勘次郎（教育学者）
- 樋口健二（報道写真家）
- 平出和也（アルパインクライマー）
- 平出慶一（牧師）
- 平出昌嗣（英文学者）
- 藤沢昭和（ヨドバシカメラ代表取締役社長）
- 古畑正秋（天文学者）
- 細川玖琅（神職、朝鮮企業社長、富士見銀行頭取、富士見村長、長野県会議員）
- 細川直行（農業、富士見倉庫社長、富士見銀行頭取、富士見村長、長野県会議員）
- 細川鳥角（富士見村長）
- 三浦こう（産婦人科医）
- 御園慎一郎（官僚）
- 三井為友（教育学者）
- 三村二（歯学者）
- 三村一（農学者、信州大学学長）
- 森山汀川（歌人）
- 矢嶋聰（医学者）

## ゆかりの著名人
- 伊藤左千夫（歌人、小説家）
- 伊藤力司（ジャーナリスト）
- 伊藤礼（随筆家）
- 犬養毅（内閣総理大臣）
- 井伏鱒二（小説家）
- 内田良子（心理カウンセラー）
- 宇野浩二（小説家）
- 岡部牧夫（文筆家、歴史学者）
- 尾崎喜八（詩人）
- 上條恒彦（歌手、俳優）
- 唐木順三（評論家）
- 菊池寛（小説家）
- 私市保彦（フランス文学・比較文学者）
- 岸田衿子（詩人）
- 久米正雄（小説家）
- 呉清源（囲碁棋士）
- 斎藤茂吉（歌人）
- 佐々木心音（女優、シンガーソングライター）
- 島木赤彦（歌人）
- 竹久夢二（画家）
- 田宮虎彦（小説家）
- 田山花袋（小説家）
- 千野敏子（教育者）
- 中島恵理（環境官僚、長野県副知事）
- 中山たかし（歌手）
- 藤沢桓夫（小説家）
- 堀辰雄（小説家）
- 正木不如丘（医師）
- 宮崎駿（映画監督）
- 横溝正史（小説家）
- 渡辺千秋（政治家）